# Smileuma salediza
Smileuma salediza är en fjärilsart som beskrevs av Paul Dognin 1893. Smileuma salediza ingår i släktet Smileuma och familjen mätare. Inga underarter finns listade i Catalogue of Life.